# 塚口サンサン劇場

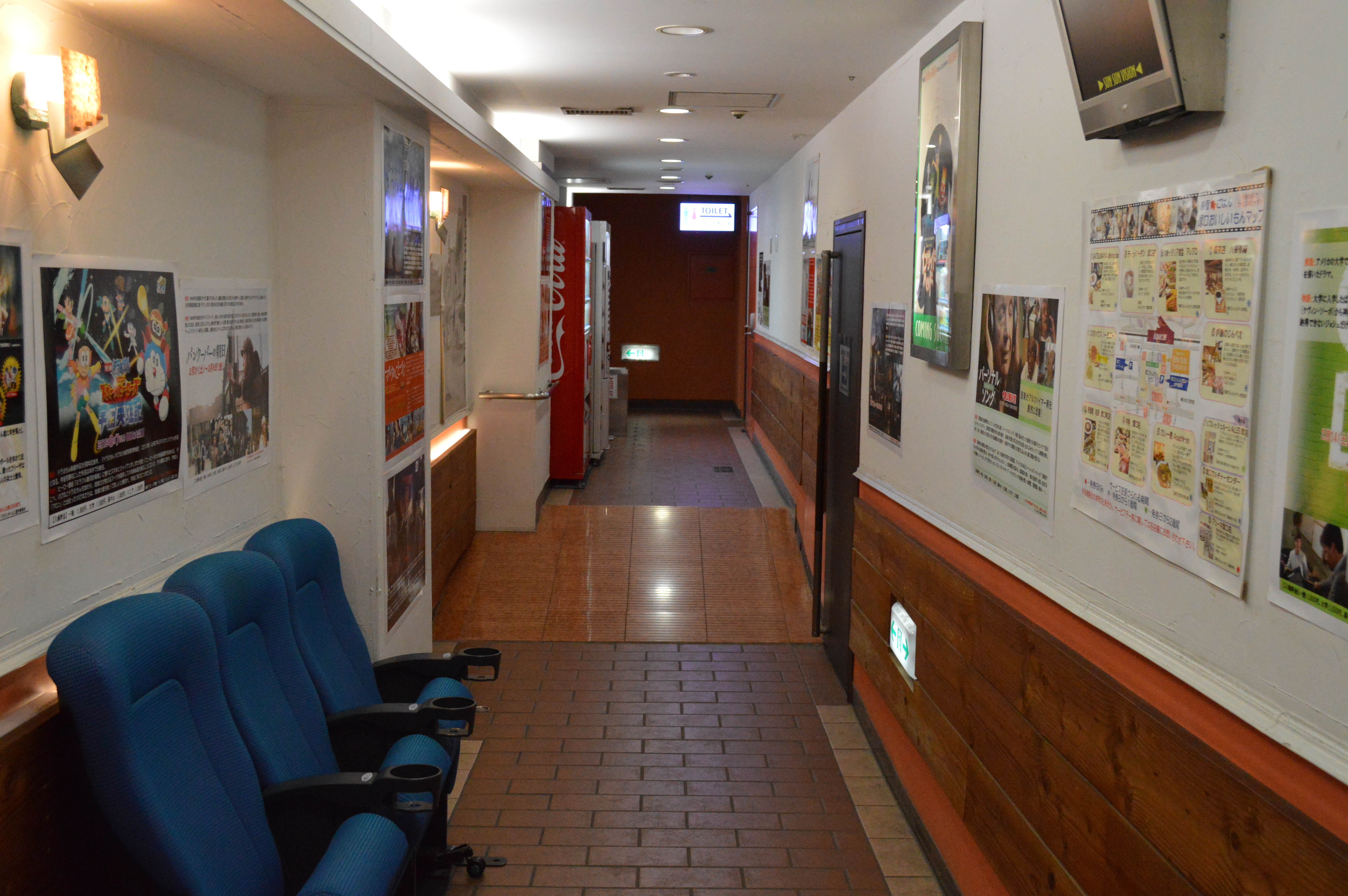
ロビー

塚口サンサン劇場（つかぐちサンサンげきじょう）は、兵庫県尼崎市の塚口さんさんタウンにある映画館。旧称は「塚口劇場」、「塚口東映」。

## 概要・沿革
1953年12月に「塚口劇場」として開館。当時は「第一劇場」「第二劇場」「第三劇場」の3スクリーン体制だった。その後第一劇場は「塚口東映」に改称し、東映作品の封切館として営業した。
その後、市街地再開発事業により1978年7月7日に塚口さんさんタウンが開業すると同時に「塚口サンサン劇場」として再開館。「塚口劇場」時代を含め半世紀以上にわたって営業を続けており、阪神間では数少ない大手映画興行チェーンに属しない独立系のミニシアター（従来館）の一つである。
創業者は西脇市で建築関係の仕事をしていたところ、播州織で栄え多くの女工が住む西脇に娯楽が少ないことを憂慮した警察より映画館を建てられないかという要請があり、1946年に「西脇大劇」（2007年に老朽化のため閉館）の建物を建てただけではなく運営も始めるようになったという。映画館運営に夢中になった創業者は1951年に神戸市灘区の水道筋商店街に「西灘劇場」、翌年に「西灘第二劇場」を開業した（末期はアート系名画座となり、2004年に閉館）。その後に阪急塚口駅前に建てたのが当館である。
長年、東映系の作品や各社のアニメ作品などの封切館として親しまれてきたが、2011年初夏からは各地のシネマコンプレックスなどで上映が終わった作品の上映を行うセカンド上映を始めたところ、次第に繁華街まで出ていけない近隣住民の、多様な映画の鑑賞機会を求めるニーズを掘り起こすようになり、本格的に二番館としての営業も行うことになった。この流れで、2011年11月に『電人ザボーガー』を上映したところ、兵庫県内唯一の上映かつ、全国でも珍しい35ミリフィルム上映ということで全国から観客が集まる好評を得たため、2012年1月にはTHEATER 1で本格的にミニシアター系の作品を上映しはじめ、大手配給会社作品の隙間に組み入れるようになった。2013年2月には映写機をデジタル対応のものに更新した。
2013年の『恋する輪廻 オーム・シャンティ・オーム』上映時には初めてマサラ上映を行い、クラッカー・紙吹雪・踊りなどで参加しながら映画を鑑賞するスタイルが人気を得た。2015年の『マッドマックス 怒りのデス・ロード』では「Screaming MAD 上映」と題した発声可能上映を行ったが、同映画のファンの大音量上映を求める声から、ライブハウスの大型サブウーファースピーカーをレンタルして、重低音を強調して迫力を増した上映を実施し、2016年にはTHEATER 4に大型スピーカーを常設して「重低音ウーファー上映」などの音響にこだわる上映を増やしており、同年2月に上映された『ガールズ&パンツァー 劇場版』では同作の音響監督の岩浪美和率いるチームが当館に来訪し、音響の調整を行なった。2019年からは「IWANAMI SOUND EXPO」と題し、同様に岩浪が音響の調整を行なった作品の特集上映も実施している。
2020年代以降も、封切・セカンド上映作品からミニシアター作品、過去の名作のリバイバル上映、重低音ウーファー上映や特別音響上映などを総合的に編成し、関西一円や遠隔地からも観客を集めている。

## フロア構成
4スクリーンを有しており、1階に「THEATER 4」、地下2階に「THEATER 1」から「THEATER 3」の3つのスクリーンがある。
映画館の入口は1階の北側にあり、塚口さんさんタウンの館内から直接出入りすることはできない。また、地下2階の各スクリーンへのアクセスは階段のみとなる。
地下1階（かつてのわんぱくこぞうの退去跡）は来場者用の待合室となっており、上映作品に関する展示が行われることがある。過去には上映作品のトークショーの会場として活用されたこともあった。
前述の「特別音響上映」などを行う際は、対応するウーファーを設置している「THEATER 4」・「THEATER 2」のいずれかで上映する。
2009年12月には各階のトイレの改装工事が行われた。公式サイトでは「日本一トイレのきれいな映画館」を自称している。
なお、いずれのスクリーンも3Dや4Dなどの上映には対応していない。
| スクリーン | 座席数 | 車いす席 | 音響設備                     |
| ---------- | ------ | -------- | ---------------------------- |
| THEATER 1  | 47     | 0        | DS                           |
| THEATER 2  | 117    | 0        | SRD サブウーファー設置       |
| THEATER 3  | 165    | 0        | SRD                          |
| THEATER 4  | 155    | 0        | SRD 重低音対応ウーファー設置 |